# Albert Wolfgang Schmidt
Albert Wolfgang Schmidt (* 15. Mai 1891 in Nürnberg; † 11. Juni 1943 in Gräfelfing) war ein deutscher Chemiker und Rektor der Technischen Hochschule München.
Schmidt studierte an der Technischen Hochschule München und war seit 1915 Mitglied der schwarzen Studentenverbindung Polytechnischer Club (seit 1931 Münchener Burschenschaft Franco-Bavaria in der DB). Er habilitierte sich 1930 in Breslau, trat 1933 in die NSDAP ein und wurde 1934 als ordentlicher Professor an die Technische Hochschule München berufen. Von 1934 bis 1943 leitete er das Institut für Technische Chemie an der TH München. Von 1935 bis 1938 war er Rektor der Hochschule. Er war Nachfolger von Anton Schwaiger, der aufgrund seines zu gemäßigten Kurses 1935 von den Nationalsozialisten aus dem Amt gedrängt wurde. Seit 1937 leitete Schmidt die Fachsparte Treibstoffe im Reichsforschungsrat.